# Saravanampatti
Saravanampatti è una suddivisione dell'India, classificata come town panchayat, di 17.643 abitanti, situata nel distretto di Coimbatore, nello stato federato del Tamil Nadu. In base al numero di abitanti la città rientra nella classe IV (da 10.000 a 19.999 persone).

## Geografia fisica
La città è situata a 11° 05' 24 N e 76° 59' 53 E.

## Società

### Evoluzione demografica
Al censimento del 2001 la popolazione di Saravanampatti assommava a 17.643 persone, delle quali 9.095 maschi e 8.548 femmine. I bambini di età inferiore o uguale ai sei anni assommavano a 1.738, dei quali 845 maschi e 893 femmine. Infine, coloro che erano in grado di saper almeno leggere e scrivere erano 13.696, dei quali 7.524 maschi e 6.172 femmine.